# SCGB2A2
SCGB2A2 (англ. Secretoglobin family 2A member 2) – білок, який кодується однойменним геном, розташованим у людей на короткому плечі 11-ї хромосоми. Довжина поліпептидного ланцюга білка становить 93 амінокислот, а молекулярна маса — 10 499.
| 10         |  | 20         |  | 30         |  | 40         |  | 50         |
| ---------- |  | ---------- |  | ---------- |  | ---------- |  | ---------- |
| MKLLMVLMLA |  | ALSQHCYAGS |  | GCPLLENVIS |  | KTINPQVSKT |  | EYKELLQEFI |
| DDNATTNAID |  | ELKECFLNQT |  | DETLSNVEVF |  | MQLIYDSSLC |  | DLF        |

A: Аланін

C: Цистеїн

D: Аспарагінова кислота

E: Глутамінова кислота

F: Фенілаланін

G: Гліцин

H: Гістидин

I: Ізолейцин

K: Лізин

L: Лейцин

M: Метіонін

N: Аспарагін

P: Пролін

Q: Глутамін

S: Серин

T: Треонін

V: Валін

Задіяний у такому біологічному процесі, як альтернативний сплайсинг. 